# Louis Lens

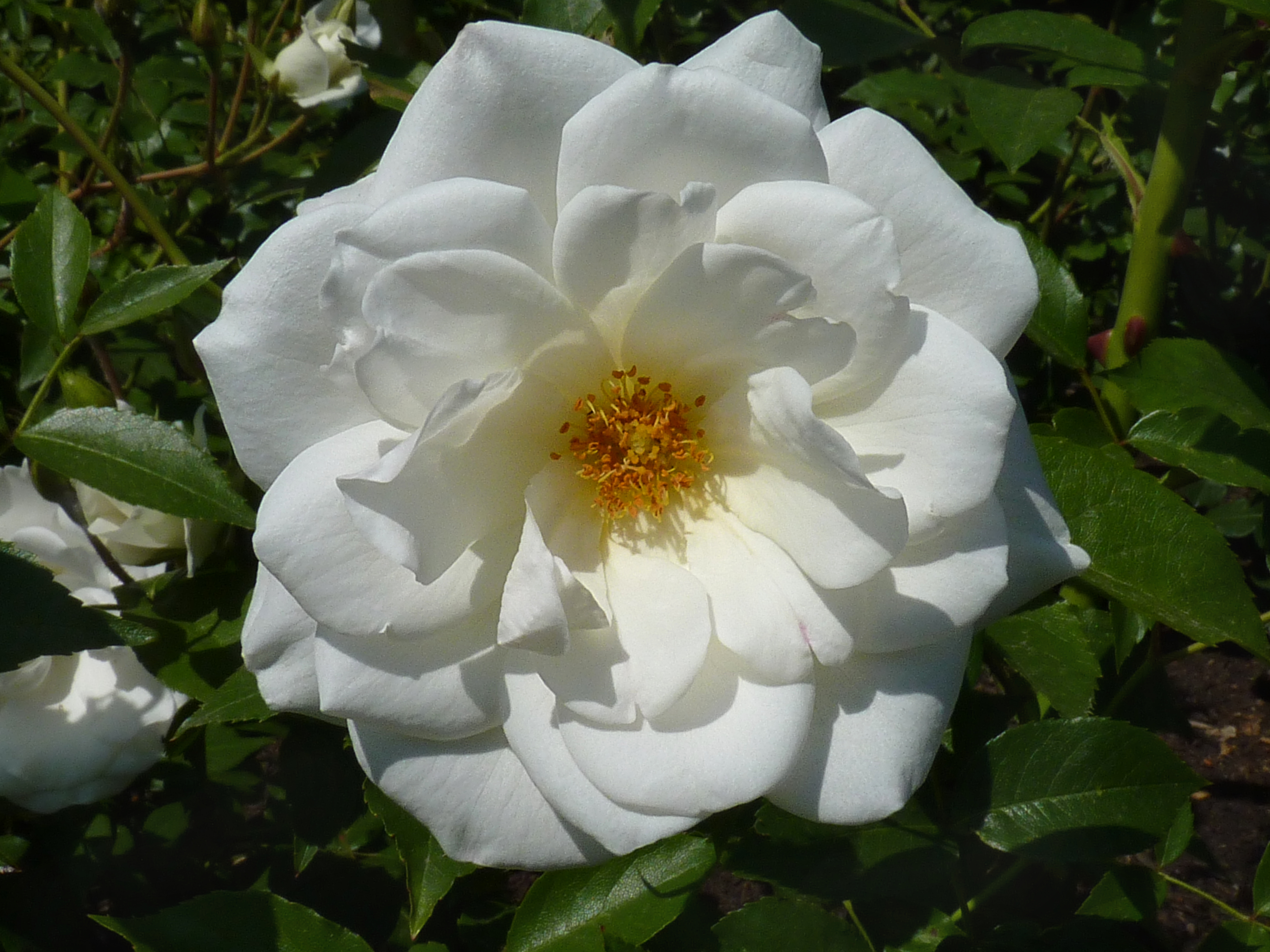
'Maria Mathilda', 1980

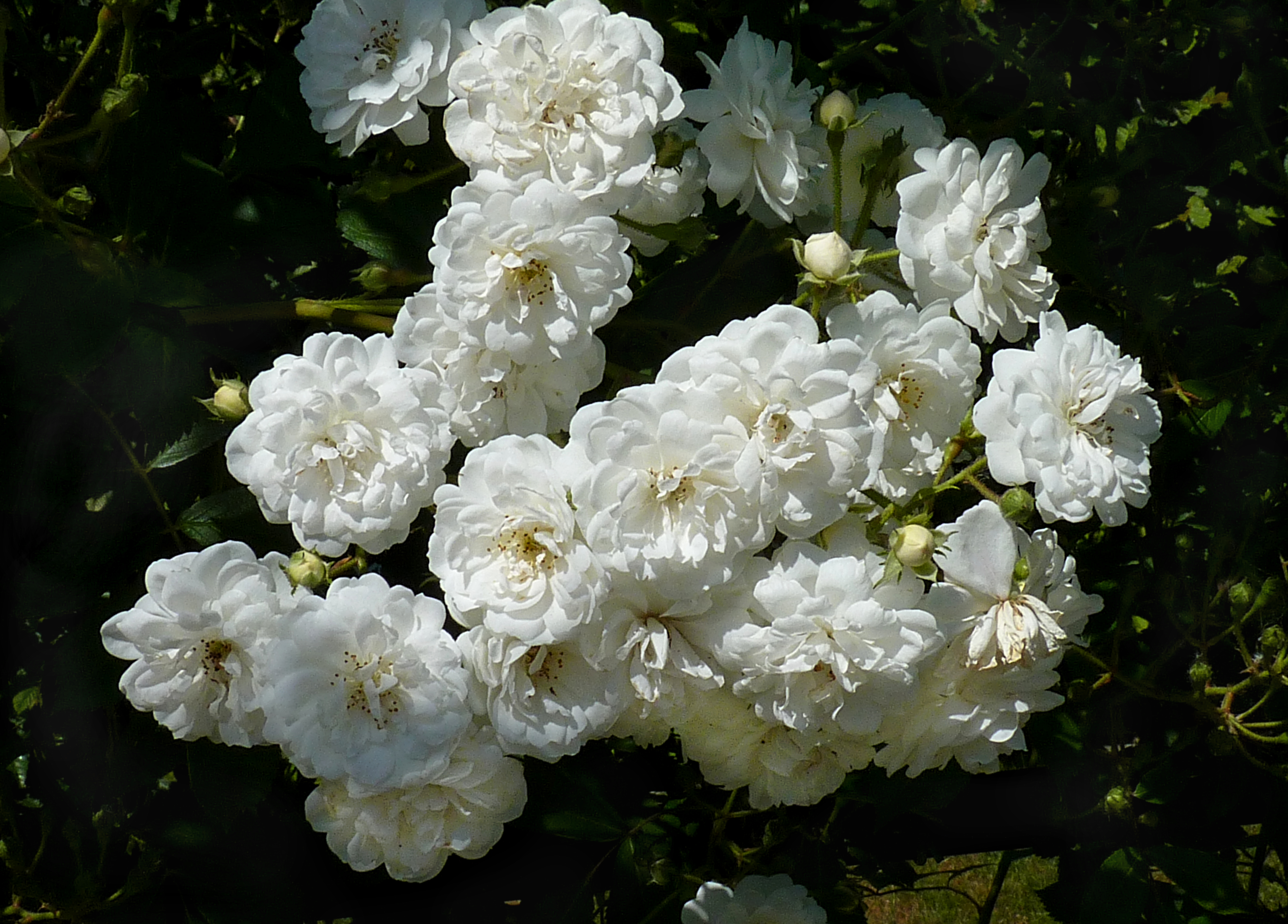
'Guirlande d'Amour' (1993), à la roseraie internationale de Courtrai.

Louis Lens, né le 3 mars 1924 à Wavre-Notre-Dame et mort le 10 mai 2001 à Malines, est un rosiériste belge, parmi les plus fameux de son époque. Il est le fils de l'obtenteur Victor Lens.

## La pépinière Louis Lens
La pépinière NV Louis Lens, fondée à Wavre-Notre-Dame par Louis Lens senior en 1870, est toujours solidement active. Elle est installée depuis 1992 à Oudenburg, près de Bruges, lorsque la pépinière a été reprise par Rudy et Ann Velle-Boudolf. La pépinière Louis Lens commercialise environ huit cents variétés de roses et introduit au commerce deux nouvelles roses par an. Celles-ci ont une réputation d'excellente qualité et plusieurs ont été primées. La variété 'Pascali' (1963) a même été classée dans le top 10 mondial (rose favorite du monde). Des variétés hybrides de Rosa moschata, groupe plutôt rare, ont gagné plusieurs prix internationaux, comme 'Plaisanterie' ou encore 'Guirlande d'Amour' qui s'est vu notamment attribuer en 2012 la certification ADR (« Algemeine Deutsche Rosenneuheitenpruefung »), un label de qualité décerné par la commission allemande des roses. Les variétés 'Bouquet Parfait', 'Dame de Cœur', 'Dentelle de Bruxelles', 'Pleine de Grâce', ou 'White Spray' font partie aussi des grands succès internationaux. Louis Lens est celui qui a le plus œuvré dans l'hybridation de nouvelles variétés à partir de Rosa moschata.
La biographie de Louis Lens et  le détail de ses obtentions sont relatés dans le livre d'Ivo Pauwels Louis Lens - De elegantie en de roos.

## Roseraie
Une roseraie de plus de 2 000 m2 se trouve juste à côté de la pépinière et présente des massifs de nombreuses variétés de roses de toute sorte.

## Hommages
- Une rose hybride de Rosa moschata est dédiée à Louis Lens en 2012, 'Souvenir de Louis Lens'[3].